# ويليام لويد (لاعب اتحاد الرغبي)
ويليام لويد (بالإنجليزية: William Lloyd)‏ هو لاعب اتحاد الرغبي نيوزيلندي، ولد في 14 مايو 1990 في أوكلاند في نيوزيلندا.

## وصلات خارجية
- ويليام لويد على موقع ItsRugby.co.uk (الإنجليزية)